# Canela
Pour les articles homonymes, voir Canela (homonymie).
Canela est une ville brésilienne située dans la Serra Gaúcha, dans la mésorégion métropolitaine de Porto Alegre, capitale de l'État du Rio Grande do Sul, faisant partie de la microrégion de Gramado-Canela et située à 123 km au nord-est de Porto Alegre. L'accès s'y fait par les RS-235 et RS-466.
La dénomination de la commune vient d'un arbre de cannelle (canela, en portugais) qui était anciennement situé sur le territoire de l'actuelle municipalité, et sous lequel faisaient halte et se reposaient les conducteurs de bétail au XIXe siècle.
La population est descendante d'Allemands et d'Italiens.
Canela et la ville voisine Gramado, situées dans la Serra Gaúcha, sont d'importantes destinations touristiques et attirent chaque année de nombreux visiteurs. L'écotourisme est une activité très populaire dans la région, qui offre plusieurs sites de randonnée pédestre ou équestre, de rafting et d'escalade. La principale attraction touristique de Canela est sans conteste le Parque do Caracol et la cataracte ou Cascata do Parque do Caracol (ou la chute du parc de l'escargot).
Comme Gramado, Canela attire de nombreux touristes durant la saison de Noël. Les autorités municipales coordonnent l'installation de lumières et de décorations extérieures de circonstance dans la municipalité.
Canela fait partie de la Rota Romântica ou Route romantique, un itinéraire touristique de cet État brésilien.

## Économie
L'économie est axée sur le tourisme, essentiellement, mais aussi développée autour de l'agro-industrie, de la production de meubles, de vêtement en laine et de scieries.
- Revenu per capita (2000) : R$ 310,93 (Change 2000 : R$1,00 = 4,00 FF)
 Atlas du Développement Humain/PNUD
- PIB per capita (2003) : R$ 5.354 (Change 2003 : 1,00€ = R$ 3,00) Source : FEE

## Maires
| Période | Période | Identité            | Étiquette | Qualité             |
| ------- | ------- | ------------------- | --------- | ------------------- |
| 2000    | 2004    | José Vellinho Pinto | PDT       | élu avec 7.144 voix |
| 2004    | 2008    | Cleomar Eraldo Port | PP        | élu avec 9.895 voix |
| 2008    | 2012    | Constantino Orsolin | PMDB      |                     |
| 2012    | 2016    | Cleomar Eraldo Port | PP        |                     |

## Démographie
- Espérance de vie : 75,81 ans (2000) Source : FEE
- Coefficient de mortalité infantile (2005) : 13,64 pour 1000 Source : FEE
- Taux d’analphabétisme (2000) : 6,70 % Source : FEE
- Croissance démographique (2005) : 3,29 % par an
- Indice de Développement Humain (IDH) : 0,818
Atlas du Développement Humain PNUD - 2000
- 50,85 % de femmes
- 49,15 % d'hommes
- 91,48 % de la population est urbaine
- 8,52 % de la population est rurale

## Villes voisines
- Caxias do Sul
- São Francisco de Paula
- Três Coroas
- Gramado